# 三里塚御料
三里塚御料（さんりづかごりょう）は、千葉県成田市の大字。郵便番号は286-0116。

## 地理
成田市の南東部に位置し、遠山地区（旧・遠山村）に所属する。
周辺の本三里塚、三里塚光ヶ丘、三里塚、西三里塚と隣接する。

## 歴史
新東京国際空港（現・成田国際空港）の建設により、十余三・東峰などから移転した42人が定住した。
1986年に三里塚1番地の大字が変更され、新設された。
成田開港に伴い人口が流入し、住宅地が広がる市街化区域となっている。

## 世帯数と人口
2017年（平成29年）10月31日現在の世帯数と人口は以下の通りである。
| 大字       | 世帯数  | 人口    |
| ---------- | ------- | ------- |
| 三里塚御料 | 839世帯 | 1,611人 |

## 小・中学校の学区
市立小・中学校に通う場合、学区は以下の通りとなる。
| 地域 | 小学校               | 中学校             |
| ---- | -------------------- | ------------------ |
| 全域 | 成田市立三里塚小学校 | 成田市立遠山中学校 |

## 施設
- 三里塚御料牧場記念館
- 三里塚幼稚園
- 智妙寺

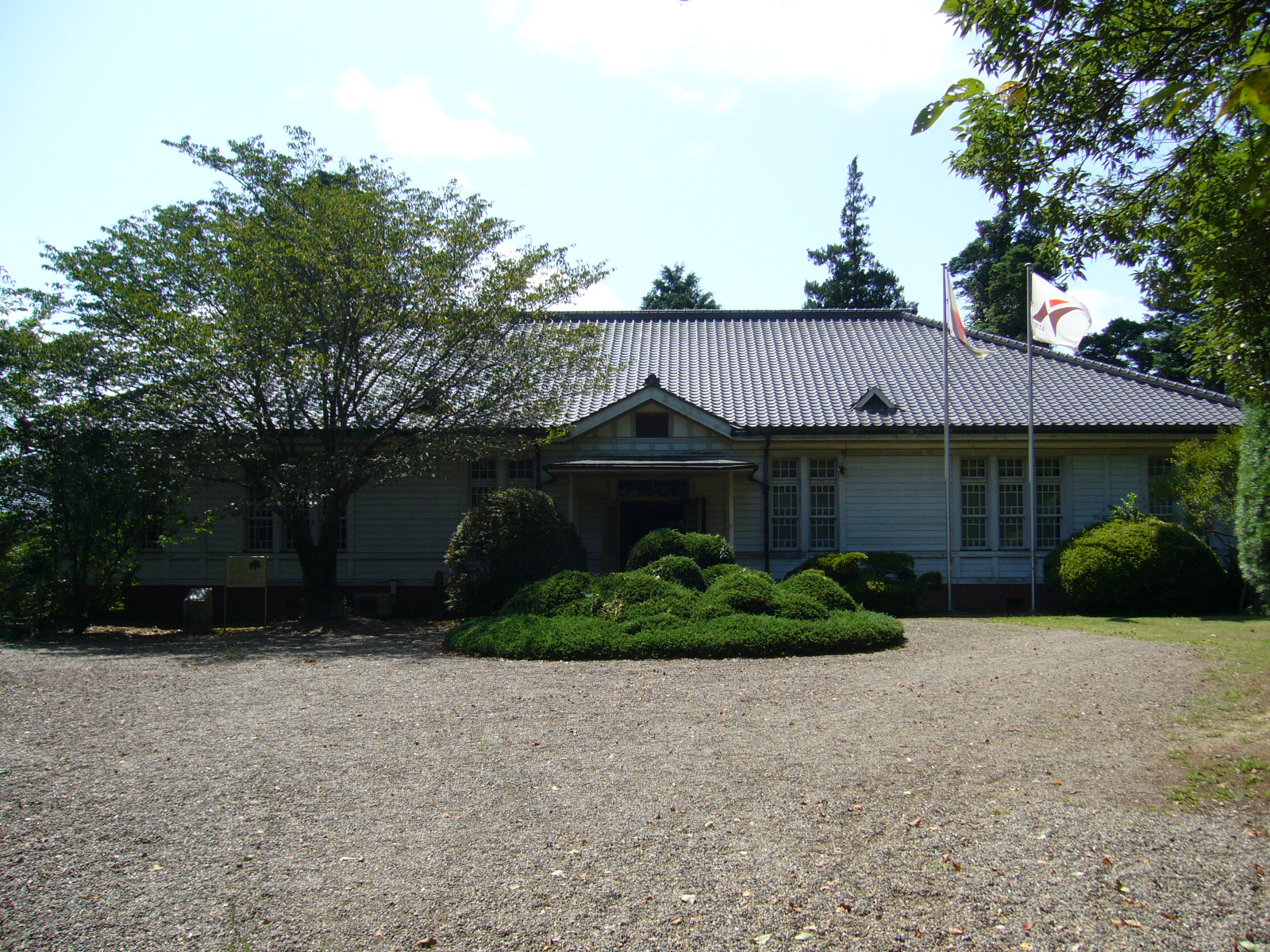
御料牧場事務所（1919年（大正8年）・三里塚記念公園）

- 御料区創立記念碑（御料共同利用施設脇）[注釈 1]

## 交通

### 道路
- 千葉県道62号成田松尾線（芝山はにわ道）
- 千葉県道106号八日市場佐倉線

### バス
- 千葉交通・本城台線 - 京成成田駅～プロロジス成田１
  - （根木名台（西三里塚）） - 三里塚御料 - （三里塚コミュニティセンター（西三里塚））
- ジェイアールバス関東（東関東支店）・千葉交通（成田営業所、銚子営業所）高速バス - 八日市場駅・匝瑳市役所ルート
  - （ラディソンホテル（七栄）） - 三里塚公園 - （住宅入口（三里塚））
- 成田市コミュニティバス（千葉交通運行）遠山ルート - 南三里塚回転所～京成成田駅～保健福祉館）
  - （西三里塚北 （西三里塚）） - 三里塚御料牧場記念館北 - （光ヶ丘共同利用施設（三里塚光ヶ丘）～（三里塚光ヶ丘）～三里塚小学校（本三里塚））- 本三里塚なかまち公園 - （セントアンナ在宅介護支援センター入口（本三里塚））